# Піднижньощелепна залоза
Підщелепна́ слинна́ за́лоза — це складна розгалужена альвеолярно-трубчаста залоза, яка виділяє білково-слизовий секрет. Більша від під'язикової залози, маса її досягає 15 г. Залоза розміщується біля кута нижньої щелепи, в ділянці піднижньощелепного трикутника під щелепно-під'язиковим м'язом. Її задня частина межує з привушною залозою, відокремлюється від неї фасцією. Протока підщелепної залози огинає задній край щелепно-під'язикового м'яза і відкривається на під'язиковому сосочку.

## Будова
Її кінцеві секреторні відділи представлені білковими і мішаними ацинусами.

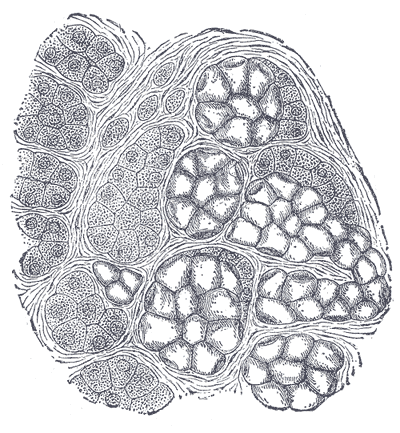

### Білкові ацинуси
Утворюють переважну більшість паренхіми залози. За будовою вони нагадують аналогічні структурні компоненти привушної залози: у центрі ацинуса знаходяться білкові секреторні клітини — сероцити, а по периферії розміщені міоепітеліальні клітини, зовні ацинус оточений базальною мембраною.

### Змішані ацинуси
Більші від білкових, і на відміну від останніх побудовані з двох типів клітин: білкових — сероцитів і слизових — мукоцитів.
Мукоцити більші за розмірами, ніж сероцити, вони займають центральну частину ацинуса. Це клітини конічної форми з широкою основою, на базальному полюсі яких розміщується плоске ядро та органели синтетичного апарату. Цитоплазма мукоцитів світла, її над'ядерна частина заповнена слизовими гранулами. До основи слизових клітин прилягає невелика кількість сероцитів, які у вигляді ковпачка оточують мукоцити. Зовні сероцити і мукоцити охоплені відростками міоепітеліальних клітин та оточені базальною мембраною.